# Zenvo Automotive
Zenvo Automotive — производитель уникальных спортивных гиперкаров, расположенный в Дании, в городе Престо. Zenvo Automotive является первым датским производителем автомобилей за всю историю этой страны. Спецификой компании является производство высокопроизводительных лимитированных гиперкаров, кастомизированных индивидуально для каждого клиента. 

## История
Компания была основана в 2004 году Троэльсом Воллэртсэном (Troels Vollertsen) и Кристианом Брандтом (Christian Brandt), которые поставили перед собой задачу создать сверхмощный автомобиль с уникальным дизайном. Эту задачу удалось реализовать в 2008 году, когда была завершена работа над первым прототипом – моделью Zenvo ST1. Прототип успешно проходит дорожные испытания и демонстрирует запредельные показатели – разгоняется от 0 до 100 км/ч за 3,2 секунды с предельной скоростью 375 км/ч. Zenvo ST1 стал первым гиперкаром, одновременно оснащённым и наддувом (механическим нагнетателем), и турбонаддувом. За счёт подобного сочетания 7-литровый 8-цилиндровый мотор развивает 1'104 лошадиные силы и обладает максимальным крутящим моментом 1'430 Нм. Автомобиль получил название Zenvo ST1, причём буква S в имени обозначает «Supercharger» (в переводе с английского – «нагнетатель»), а T – «Turbo» (турбокомпрессор). 
В 2009 году состоялась официальная презентация Zenvo ST1. Первый прототип был представлен на марафоне «24 часа Ле-Мана» и был номинирован на звание «Суперкар года». В 2009 году модель была запущена в промышленное производство, и первые 15 автомобилей были доставлены клиентам.

## Модельный ряд
| Год  | Модель       | Описание | Изображение |
| 2008 | Zenvo ST1    | Спортивный гиперкар класса люкс, предназначенный для ежедневного использования. Двигатель гиперкара сочетает механический нагнеталь и турбину и способен выдать 1'104 л.с. при 6900 оборотах в минуту и 1'430 Нм крутящего момента при 4'500 оборотах в минуту. Разгон от 0–100 км/ч автомобиль достигает за 3 секунды. Максимальная скорость – 375 км/ч. Автомобиль собран исключительно вручную, с применением самых последних разработок в автомобилестроении. Некоторые высокотехнологичные узлы и детали Zenvo доверила другим производителям – лидерам в своих узкоспециализированных отраслях. Трансмиссия – механическая или автоматическая по желанию клиента. Подвеска – двойные V-образные рычаги спереди и сзади, с регулируемыми газо-гидравлическими амортизаторами KW, способные в случае необходимости увеличить дорожный просвет на 45 миллиметров (до 150 миллиметров). Углекерамическая тормозная система Brembo и шины Michelin Pilot Sport СUP 2. Zenvo ST1 оснащён спутниковой навигацией, телескопическим регулируемым рулём и электрически регулируемыми кожаными спортивными сиденьями. Автомобиль имеет розничную цену в размере €660'000. Цена автомобиля в Дании составляет около 16 миллионов датских крон (€2'143'952) в результате высоких налогов внутри страны. Zenvo в основном ориентируется на экспортный рынок. | Zenvo ST1   |
| 2015 | Zenvo TS1    | В 2015 Zenvo выпускает новую модель Zenvo TS1 с полностью обновлённым двигателем – двойной наддув (twin supercharger – TS) обеспечивает беспрецедентную производительность. Новый 5,9 литровый двигатель V8, собранный из лёгких и сверхпрочных материалов, способных выдерживать агрессивные температурные режимы, выдаёт 1'150 лошадиных сил с максимальным крутящим моментом 1'450 НМ. Новый 180-градусный спортивный коленвал (flat-plane crankshaft) позволяет развивать большие обороты двигателя. Новая усовершенствованная система двойного механического наддува центробежного типа известного производителя Rotrex C30 Supercharge r обеспечивает мгновенный отклик на педаль газа. Усовершенствованная коробка передач, заимствована из автоспорта и адаптирована для ежедневного вождения. Новая коробка передач позволяет переключать передачи менее чем за 35 мс, что является мировым рекордом для серийных автомобилей. А для максимальной реализации потенциала водителя на треке, Zenvo TS1 оснащается кулачковой секвентальной коробкой. Композитные тормозные диски скомпонованы с большими 6-поршневыми тормозными суппортами для предельных возможностей торможения, минимального затухания и высокой чувствительности. Максимальная скорость – 375 км/ч.                                                                      |             |
| 2023 | Zenvo Aurora | В марте 2023 года Zenvo объявила о запуске Zenvo Aurora. Официально Aurora была представлена в августе 2023 года. Aurora оснащена 6,6-литровым двигателем V12 с четырьмя турбинами. |             |

## Дизайн
Дизайн первого гиперкара Zenvo был полностью разработан датским дизайнером Кристианом Брандтом. На момент создания прототипа перед разработчиками стояла задача создать автомобиль, не похожий ни на один из существующих на рынке спортивных автомобилей. Внешний вид Zenvo ST1 должен был соответствовать внутренней мощи и высокой производительности гиперкара. Кристиан Брандт – выпускник Королевского Колледжа Искусств и бывший дизайнер Alfa Romeo – отталкивался от идеи брутального дизайна корпуса, который бы напоминал хищника, готовящегося к прыжку. Именно этот маскулинный агрессивный внешний вид стал отличительной особенностью гиперкаров Zenvo